# 蒿咀铺乡
蒿咀铺乡，是中华人民共和国甘肃省庆阳市合水县下辖的一个乡镇级行政单位。

## 行政区划
蒿咀铺乡下辖以下地区：
张举塬村、九站村、蒿咀铺村、陈家河村、蒿咀铺林场和干湫子安置林场。